# Kenneth J. Wurdack
Kenneth (Ken) John Wurdack (* 15. Januar 1965 in Washington, D.C.) ist ein US-amerikanischer Botaniker. Sein botanisches Autorenkürzel lautet „K.Wurdack“. Sein Forschungsschwerpunkt sind die Wolfsmilchgewächse (Euphorbiaceae) und die Malpighienartigen (Malpighiales).

## Leben
Wurdack ist der Sohn des Botanikers John Julius Wurdack (1921–1998), einem ehemaligen Kurator in der Abteilung für Botanik an der Smithsonian Institution. Seine Mutter war eine ausgebildete Pflanzenphysiologin. Er wuchs im Großraum Washington, D.C. sowie in der Umgebung des National Museum of Natural History auf, was seine Faszination für die Naturgeschichte weckte. Beeinflusst durch seine Eltern und durch den Kontakt mit Botanikern und Gärtnern sowie durch botanische Exkursionen, entwickelte er ein reges Interesse an Pflanzen, aber erst nach seinem Highschool-Abschluss widmete er sich ernsthaft der Botanik aus wissenschaftlicher Sicht. In den 1970er Jahren wurde Wurdack von seinem Vater zu den Arbeitstreffen des Washington Biologists’ Field Club mitgenommen und führte ausgiebige Exkursionen auf Plummers Island in Maryland durch. Er schrieb sich an der University of Maryland, College Park ein und schloss sein Studium im Herbst 1990 mit einem Bachelor of Science in Biochemie ab. Im Frühjahr 1991 begann er ein Aufbaustudium an der University of North Carolina at Chapel Hill, wo er 1994 zum Master of Science graduierte. 1996 begann er an derselben Universität sein Doktoratsstudium und wurde im Jahr 2002 mit der Dissertation The molecular systematics and evolution of Euphorbiaceae sensu lato an der Abteilung für Biologie zum Ph.D. promoviert. Gegen Ende seines Studiums (2000–2002) war er auch Laborleiter des Cullman-Programms für molekulare systematische Studien am New York Botanical Garden. Anschließend erhielt er ein Postdoc-Stipendium für die Abteilung für Botanik des National Museum of Natural History. Dieser Phase folgten Engagementgs als Gastwissenschaftler und die Mitarbeit an Forschungsprojekten.
Im Jahr 2005 wurde Wurdack zum Assistenzkurator in der Abteilung für Botanik des National Museum of Natural History ernannt. Gegenwärtig ist er außerordentlicher Kurator. Sein Hauptforschungsgebiet ist die systematische Biologie, insbesondere die Systematik, Phylogenetik und Biogeographie der Euphorbiaceae im weiteren Sinne und anderer Malpighiales. Zudem erforscht er die Seidelbastgewächse (Thymelaeaceae). In der Evolutionsbiologie liegt seine Interesse in den Wechselwirkungen zwischen Pflanzen und Insekten, insbesondere im Zusammenhang mit Ameisen und Myrmekophytengesellschaften (Ameisenpflanzen) Seine floristischen Arbeiten befassen sich mit den Neotropen und den südöstlichen Vereinigten Staaten. Auf molekularbiologischen Gebiet widmet er sich der Genomevolution, insbesondere in Pflanzenmitochondrien sowie den Prozessen der molekularen Evolution. Schließlich studiert er Naturgeschichte, vor allem in Bezug auf den Südosten der USA im 19. Jahrhundert.
Wurdack führte Feldforschungen in Guyana (vier größere Expeditionen), Malaysia, Madagaskar, den Vereinigten Staaten und in Venezuela durch.
2023 war er als Co-Autor am Buch Smithsonian Plant Collections, Guiana Shield 2002–2012 beteiligt.